# 283
Cette page concerne l'année 283  du calendrier julien. Pour l'année 283 av. J.-C., voir 283 av. J.-C. Pour le nombre 283, voir 283 (nombre).
L'année 283 est une année commune qui commence un lundi.

## Événements
- Carus prend avantage d'une guerre civile entre les Sassanides Vahram II et son frère Hormozd pour envahir la Mésopotamie. Il prend Séleucie du Tigre et Ctésiphon[1].
- Juillet-août[2] : l'empereur romain Carus meurt sur les bords du Tigre, officiellement frappé par la foudre, mais probablement victime d’une conjuration militaire. Ses fils Carin et Numérien lui succèdent, Carin en Occident, Numérien en Orient (fin en 284)[1].
- 17 décembre : début du pontificat de Caïus ou Gaïus (fin en 296)[1].

- Incendie de Carin à Rome, qui ravage toute la partie occidentale du Forum, les Forums impériaux et le Champ de Mars[3].

## Naissances en 283
- Hormizd, prince sassanide de Perse, fils d'Hormizd II.

## Décès en 283
- Entre le 17 juin et le 30 août[2] : Carus, empereur romain.
- 7 décembre : Eutychien, évêque de Rome[1].